# Кей Хупър
Кей Хупър е (на английски: Kay Hooper) американска писателка на бестселъри в жанра романтичен трилър и любовен роман. От 1982 г. до 1986 г. пише и под псевдонима Кей Робинс.

## Биография и творчество
Кей Хупър е родена на 30 октомври 1957 г. в Етуотър, Калифорния, САЩ, в семейството на Джеймс Хенри (собственик на строителна фирма) и Марта Рей (мениджър на персонала). Ражда се в болницата на база на военновъздушните сили, тъй като баща ѝ е бил разпределен там по това време. Малко по-късно семейството се мести в Северна Каролина, където тя отраства. Има по-малки брат и сестра. Учи в гимназия „East Rutherford“, а от 1976 г. до 1979 г. в общинския колеж „Isothermal“ в Спиндъл, Северна Каролина. В колежа започва да учи в курсовете по бизнес управление, но те не я привличат, и тя започва да посещава курсовете по история и литература.
Писателското поприще е нейна дългогодишна мечта и след завършването си тя получава за Коледа пишеща машина. Започва да работи по първия си роман „Lady Thief“, който е готов през 1980 г. и е издаден през 1981 г.
Започнала активно като писателка на романси, постепенно тя се прехвърля към по-търсените романтични трилъри, психологически трилъри и паранормални трилъри.
Романът ѝ „The Wizard of Seattle“ е предвиден за екранизация.
Член е на Асоциацията на писателите на криминални романи на Америка, на Асоциацията на писателите на романси, и на други организации.
Хупър е член на борда на компанията „Novelists, Inc.“, основана в Мисион, Канзас. Организацията представлява мрежа писатели, които подкрепят неиздадени писатели за развиване на тяхната кариера. Има и фондация „Кей Хупър“ със същите цели, която се управлява от сестра ѝ Линда.
Живее в Бостик, Северна Каролина, недалеч от баща си, брат си и сестра си. Компания ѝ правят много котки и кучета.

## Произведения

### Серии романи

#### Серия „Хейгън“ (Hagan)
1. The Fall of Lucas Kendrick (1987)
2. In Serena's Web (1987)
Жена от мечтите, изд.: ИК „Хермес“, Пловдив (1993), прев. Огнян Обретенов
3. Rafferty's Wife (1987)
4. Raven on the Wing (1987)
5. Zach's Law (1987)
6. Captain's Paradise (1988)
7. Outlaw Derek (1988)
8. Shades of Gray (1988)
9. Unmasking Kelsey (1988)
10. Aces High (1989)
11. It Takes a Thief (1989)

#### Серия „Имало едно време ...“ (Once upon a Time...)
1. The Glass Shoe (1989)
2. Golden Threads (1989)
3. The Lady and the Lion (1990)
4. Star-Crossed Lovers (1990)
5. Through the Looking Glass (1990)
6. What Dreams May Come (1990)
7. The Matchmaker (1991)

#### Серия „Лейн Монтана и Трей Фортиър“ (Lane Montana and Trey Fortier)
1. Crime of Passion (1991)
2. House of Cards (1991)

#### Серия „Мъже от миналото“ (Men of Mysteries Past)
1. The Touch of Max (1993)
2. Hunting the Wolf (1993)
3. The Trouble With Jared (1993)
4. All for Quinn (1993)
Тайната на Куин, изд.: ИК „Хермес“, Пловдив (1995), прев. Маргарита Дограмаджян

#### Серия „Откраднати сенки“ (Stealing Shadows)
1. Stealing Shadows (1997) – награда за най-добър романтичен трилър
Откраднати сенки, изд.: ИК „Хермес“, Пловдив (2004), прев. Таня Михова Танева-Гарабедян
2. Hiding in the Shadows (2000)
3. Out of the Shadows (2000)

#### Серия „Зло“ (Evil)
1. Touching Evil (2001)
2. Whisper of Evil (2002) – награда за най-добър съвременен трилър
3. Sense of Evil (2003) – номиниран за най-добър съвременен трилър

#### Серия „Кралица/Крадец“ (Quinn / Thief)
1. Once a Thief (2002)
2. Always a Thief (2003)

#### Серия „Страх“ (Fear)
1. Hunting Fear (2004) – номиниран за най-добър трилър
2. Chill of Fear (2005) – номиниран за най-добър съвременен трилър
3. Sleeping with Fear (2006)

#### Серия „Кръв“ (Blood Trilogy)
1. Blood Dreams (2007)
2. Blood Sins (2008)
3. Blood Ties (2010) – номиниран за най-добър паранормален трилър

#### Серия „Епископ: Специални престъпления“ (Bishop: Special Crimes Unit)
1. Haven (2012)
2. Hostage (2013)

#### Серия „Досиетата на Епископа“ (Bishop Files)
1. The First Prophet (2012)
2. A Deadly Web (2015)
3. Haunted (2014)
4. Fear the Dark (2015)
5. Wait for Dark (2016)

### Самостоятелни романи
- Lady Thief (1981)
- Breathless Surrender (1982)
- Mask of Passion (1982)
- Elusive Dawn (1983)
- On Wings of Magic (1983)
- C.J.'s Fate (1984)
- Something Different (1984)
- Pepper's Way (1984)
- If There Be Dragons (1984)
- Illegal Possession (1985)
- Rebel Waltz (1986)
- Time After Time (1986)
- Larger than Life (1986)
- Summer of the Unicorn (1988)
- Enemy Mine (1989)
- Hot Pursuit (1991)
- The Haviland Touch (1991)
- The Wizard of Seattle (1993)
- Eye of the Beholder (1994)
- The Haunting of Josie (1994)
- On Her Doorstep (1994)
- Return Engagement (1995)
- Amanda (1995)
- After Caroline (1996)
- Finding Laura (1997) – награда за най-добър романтичен трилър
Огледалото на Лора, изд.: ИК „Хермес“, Пловдив (1999), прев. Валентина Атанасова
- Haunting Rachel (1998)

### Самостоятелни романи под псевдонима Кей Робинс
- Return Engagement (1982)
- Elusive Dawn (1983)
- Taken By Storm (1983)
- Kissed by Magic (1983)
- Moonlight Rhapsody (1984)
- Eye Of The Beholder (1985)
- Belonging to Taylor (1986)
- On Her Doorstep (1986)

### Съвместни романи
- I'd Kill for That (2004) – в съавторство с Рита Мей Браун, Дженифър Крузи, Линда Феърстийн, Лиса Гарднър, Хедър Греъм, Катрин Невил, Ан Пери, Кати Райкс, Джули Смит и Тина Уейнскот

#### Участие в съвместни серии романи сАйрис ЙохансениФайрън Престън

##### серия „Shamrock Trinity“
- Rafe, the Maverick (1986)

##### серия „Delaneys of Killaroo“
- Adelaide, the Enchantress (1987)

##### серия „Delaneys the Untamed Years“
- Golden Flames (1988) – в съавторство с Айрис Йохансен

##### серия „Delaneys the Untamed Years II“
- Velvet Lightning (1988)

### Разкази
- Christmas Future (1992)